# Station Tršnice
Station Tršnice is een spoorwegstation net ten noorden van het dorpje Tršnice in de Tsjechische gemeente Cheb. Het station ligt aan de doorgaande spoorverbinding van het hoofdstation van Cheb naar Chomutov. Het station wordt beheerd door de nationale spoorwegonderneming České dráhy in samenwerking met de Staatsorganisatie voor spoorweginfrastructuur (SŽDC).

## Treinverkeer
Vanaf station Tršnice kan men in de volgende richtingen reizen:
- lijn 140: Cheb - Tršnice - Karlsbad - Chomutov (verder naar Ústí nad Labem)
- lijn 146: Cheb - Tršnice - Luby
- lijn 148: Station Tršnice ligt aan een aftakking van lijn 148. De aftakking komt bij Františkovy Lázně samen met de hoofdlijn.

Chomutov ↔ Málkov ↔ Kadaň-Prunéřov ↔ Klášterec nad Ohří ↔ Kotvina ↔ Perštejn ↔ Boč ↔ Stráž nad Ohří ↔ Vojkovice nad Ohří ↔ Ostrov nad Ohří ↔ Hájek ↔ Dalovice ↔ Karlovy Vary ↔ Karlovy Vary-Dvory ↔ Chodov ↔ Nové Sedlo u Lokte ↔ Královské Poříčí ↔ Sokolov ↔ Citice ↔ Hlavno ↔ Dasnice ↔ Kynšperk nad Ohří ↔ Nebanice ↔ Tršnice ↔ Cheb
Cheb ↔ Tršnice ↔ Třebeň ↔ Nový Drahov ↔ Vonšov ↔ Skalná ↔ Velký Luh ↔ Nový Kostel ↔ Dolní Luby ↔ Luby u Chebu
Cheb ↔ Františkovy Lázně-Aquaforum ↔ Františkovy Lázně ( ↔ aftakking: Tršnice) ↔ Františkovy Lázně-Seníky ↔ Vojtanov obec ↔ Hazlov ↔ Aš ↔ Aš město ↔ Aš předměstí ↔ Štítary ↔ Podhradí ↔ Studánka ↔ Hranice v Čechách